# Barrage La Angostura
Le barrage La Angostura, officiellement nommé barrage Belisario Domínguez, est un barrage placé sur le Rio Grijalva dans la municipalité de Venustiano Carranza, dans l'état du Chiapas au Mexique. Il a été mis service le 14 juillet 1976. C'est une barrage hydroélectrique avec une capacité 900 mégawatts. C'est le barrage le plus important du Mexique avec une capacité de 10 727 millions de m3,,,.